# OIG (Crédit lyonnais)
L'Omnium immobilier de gestion (OIG) était une structure financière dite de « cantonnement » (en anglais « defeasance ») qui fut créée en 1994 pour regrouper un ensemble d'actifs compromis du Groupe Crédit lyonnais en difficulté, en particulier 41 milliards de francs de crédits immobiliers dont le remboursement était rendu aléatoire par la crise qu'a connu le marché immobilier au début des années 1990.
Ce portefeuille de créances était garanti par l'État français à hauteur de 12,4 milliards de francs.
L'OIG eut une existence courte, le premier plan de sauvetage du Crédit lyonnais se révéla rapidement insuffisant et, dès 1995, un second plan plus vaste (environ 120 milliards de francs) dut être mis en place au travers du Consortium de réalisation (CDR) qui reprit alors le portefeuille de l'OIG.